# هاتسونوری هاسه‌گاوا
هاتسونوری هاسه‌گاوا (انگلیسی: Hatsunori Hasegawa؛ زادهٔ ۲۱ ژوئن ۱۹۵۵) بازیگر، صداپیشه، خواننده، و بازیگر تلویزیون اهل ژاپن است. وی از سال ۱۹۷۶ میلادی تاکنون مشغول فعالیت بوده‌است.